# سد هوزیان
سد هوزیان (به لاتین: Houziyan Dam) یک سد و نیروگاه برقابی در چین است که در شهرستان دانبا واقع شده‌است.